# Oda Nagamasu
Oda Nagamasu (織田 長益?; 1548 – 24 giugno 1622) fu un samurai giapponese del periodo Sengoku appartenente al clan Oda della provincia di Owari, fratello minore di Oda Nobunaga.
Conosciuto anche come Yūraku (有楽?) e Urakusai (有楽斎?), Nagamasu fu figlio di Oda Nobuhide. Entrò al servizio di Toyotomi Hideyoshi dopo la morte di Nobunaga nel 1582 e supportò Tokugawa Ieyasu durante la campagna di Sekigahara (1600), guidando 450 uomini nella battaglia. 
Nagamasu si convertì al Cristianesimo nel 1588 e prese il nome di battesimo di John. Era uno studioso della cerimonia del tè, pratica che gli veniva insegnata dal maestro Sen no Rikyū. 
Nagamasu, fino alla Battaglia di Sekigahara, non era noto per i suoi meriti marziali. A differenza del suo fratello maggiore Nobunaga, era un esteta amante della pace, uomo tranquillo più interessato a dedicarsi allo sviluppo della via del Tè che a quello del guerriero. Maestro e insegnante della cerimonia del tè, era stato usato da Ieyasu in diverse occasioni prima di Sekigahara in qualità di spia. Nagamasu avviava una conversazione con i signori che incontrava mentre visitava vari daimyō con il pretesto di insegnare la cerimonia. Le informazioni che riuscì a raccogliere in quei momenti di rilassamento in seguito si rivelarono preziose per Ieyasu e la sua causa. Sekigahara cambiò la posizione di Nagamasu all'interno della comunità dei samurai, tanto più che gli viene attribuito il merito di aver preso la testa di Gamō Bitchū. 
Dopo che Shima Sakon fu ferito o ucciso, Bitchū prese il comando delle forze di Ishida Mitsunari e scelse di attaccare direttamente l'accampamento di Ieyasu. Radunando un piccolo esercito di 30 samurai partì per il campo di Ieyasu.
Sulla strada la piccola guarnigione di Bitchū fu intercettata dalla forza altrettanto piccola di Nagamasu che cavalcò in testa al gruppo per fermare le truppe avversarie. Fermandosi uno di fronte all'altro, i samurai si annunciarono nella maniera delle antiche battaglie. Bitchū diede il suo nome di nascita di Yokoyama Kinai e gli chiese se fosse ricordato dal generale Oda. Nagamasu rispose affermativamente e poi si offrì di mettere una buona parola con Ieyasu se il suo ex amico si fosse schierato con le forze orientali. Bitchū rifiutò e colpì Nagamasu affondandogli la spada nella coscia destra.
Leggermente ferito Nagamasu cadde a terra. Sawaii Hisazo, un servitore Oda, girò rapidamente la lancia e con un grido di guerra, colpì Bitchū, che rimase ferito. I fanti  Oda avevano ormai raggiunto e si erano rapidamente radunati nella formazione di attorno a Nagamasu. Mentre lo facevano Sawaii colpì nuovamente con la lancia contro Bitchū che cadde da cavallo. Quest'ultimo, ancora stordito dalla caduta, venne decapitato dai uomini di Nagamasu che raccolse la sua unica testa mai presa in battaglia.
Si unì a Hideyori durante l'assedio di Osaka nel 1615 e dopo la sconfitta venne risparmiato ritirandosi successivamente a vita privata.
Nagamasu divise il suo feudo tra i suoi figli Nagamasa e Hisanaga. Nagamasa fondò il dominio di Kaijū-Shibamura mentre Hisanaga divenne daimyō del dominio di Yanagimoto.